# The Liar Princess and the Blind Prince
The Liar Princess and the Blind Prince (japanischer Originaltitel: 嘘つき姫と盲目王子, Usotsuki Hime to Mōmoku Ōji, deutsch etwa: „Die Lügenprinzessin und der blinde Prinz“) ist ein 2018 veröffentlichtes Computerspiel, entwickelt und vertrieben vom japanischen Studio Nippon Ichi Software. Das Spiel wurde in Japan am 31. März 2018 für die Systeme Nintendo Switch, PlayStation 4 und PlayStation Vita erstveröffentlicht. Am 12. Februar 2019 kamen Versionen für Switch und PlayStation 4 weltweit auf den Markt.

## Handlung
Ein junger Prinz lebte in einer Burg, die von finsteren Wäldern umgeben war, in die sich kaum ein Mensch wagte. Dennoch schlich er sich jede Nacht hinaus, um einem wunderschönen Gesang zu lauschen. Der Gesang stammte von einem weiblichen Wolfsmonster, das sich stets freute, wenn der Prinz applaudierte. Eines Nachts entschied sich der Prinz, in den Wald zu gehen, um den Urheber dieser wunderschönen Stimme zu finden. Er erkletterte den Hügel, von dem aus die Stimme klang, doch wurde er alsbald von einem Monster angegriffen und schwer im Gesicht verletzt, worauf der Prinz erblindete. Dieses Monster war das Wolfsmädchen, die Verletzung ein Versehen. Sie hatte sich sehr erschrocken und konnte die Vorstellung nicht ertragen, dass er sie in ihrer Gestalt erblickt. Voller Scham über seinen blinden Sohn lässt ihn sein Vater, der König, in ein Verlies sperren. Schuldgefühle plagten die Wölfin und sie ersucht die Hexe des Waldes um Hilfe, um dem Prinzen das Augenlicht wieder geben zu können. Aber nur im Austausch für ihre wunderbare Singstimme, könne sie sich in eine schöne menschliche Prinzessin verwandeln. Die Wölfin stimmt zu, befreit den Prinzen und begibt sich mit diesem auf die Reise, stets in der Hoffnung, er erführe nicht, wer sie wirklich ist.

## Spielprinzip
Das Spiel ist ein handgezeichnetes 2D-Action-Adventure. In der Rolle der Prinzessin weicht man Gegnern aus, bekämpft diese, wobei man auf Knopfdruck in die alte Wolfsgestalt wechseln kann, und führt den blinden Prinzen an der Hand. Der Prinz hört auf einfache Befehle, wie dem Halten einer Laterne oder dem Folgen. Das Spiel bietet verschiedene Enden. Nur wenn man alle Blumen in den Levels sammelt, die sich hinter schwierigeren Rätseln und Aufgaben verbergen, schaltet man das beste Ende frei.

## Rezeption
| Magazin / Webseite | Wertung |
| ------------------ | ------- |
| M! Games           | 82 %    |

„Eine kinderfreundliche Puzzle-Geschichte, die auch Erwachsenen gefallen wird. (...) Schon bei der Einleitung wurde mir warm ums Herz: Am liebsten hätte ich mich in eine Decke eingewickelt und mich von der liebevoll erzählten Geschichte einlullen lassen - die Beziehung der beiden Figuren ist wirklich rührend. Die Wölfin versucht mit allen Mitteln zu verhindern, dass der Prinz erfährt, wer sie ist. Und der blinde Prinz möchte den Bewohnern des Waldes, die er alle für Menschen hält, helfen. (...) Dieses Abenteuer weckt einfach Emotionen.“